# 10054 Solomin
A 10054 Solomin (ideiglenes jelöléssel 1987 SQ17) a Naprendszer kisbolygóövében található aszteroida. Ljudmila Ivanovna Csernih fedezte fel 1987. szeptember 17-én.